# Syracuse Journal
Syracuse Herald-Journal est un journal du soir publié à Syracuse (New York), aux États-Unis de 1925 à 2001. Ses racines remontent à 1839, date à laquelle il s'appelle le Western State Journal. 
Le dernier numéro — volume 124, numéro 37 500 — est publié le 29 septembre 2001. Le nom du journal vient de la fusion du Syracuse Herald et du Syracuse Journal.

## Histoire
William Randolph Hearst achète le Syracuse Telegram (en) qu'il supprime le 24 novembre 1925, avec le numéro 925. À cette époque, le Syracuse Telegram et l'édition du dimanche, le Syracuse American alias Syracuse Sunday American, fusionnent avec The Journal, une ancienne institution de Syracuse créée le 4 juillet 1844. Il a alors la réputation d'être l'une des publications républicaines les plus influentes de l'État de New York.
La fusion est réalisée après que Hearst acquiert une participation majoritaire dans The Journal pour près de 1 000 000 $ en novembre 1925.,. La transaction est réalisée et Hearst cède alors la publication pour 1 000 000 $ à Syracuse Newspapers, Inc., une nouvelle société et éditeur du journal. Une fois la fusion réalisée, Hearst est administrateur de la société et joue toujours un rôle majeur dans la prise de décision.
Avant cette fusion, il y avait trois journaux du soir à Syracuse. La fusion laisse deux journaux sur le marché : The Herald et le Journal-Telegram. Comme ses prédécesseurs, la nouvelle publication est livrée le soir et le Sunday American est publié le dimanche matin. Il est décidé que l'usine et les installations d'exploitation du Journal seraient utilisées comme bureau et usine d'édition. Le bâtiment Hearst, à l'angle des rues Genesee et State, est vendu et 100 employés de Hearst perdent leur emploi. Les journaux sont regroupés en le seul titre d' Herald-Journal et achetés par Samuel Irving Newhouse Sr. (en) en 1939 ; en 1944, il achète une publication rivale, The Post-Standard (en). La société de Newhouse, Advance Publications, abandonne le Herald-Journal et le Herald-American en 2001.